# Cessant
Els Cessants eren els treballadors públics que constituïen una situació típica administrativa a la Funció pública a Espanya del segle xix. Les cessanties suposaven la remoció sense indemnització de l'empleat públic segons els canvis polítics i ministerials de l'època. D'aquesta manera, els liberals espanyols afirmaven el principi de confiança política entre governants i empleats públics. És més, l'ideari liberal de l'època tractava d'evitar abans que res qualsevol situació que recordés la patrimonialització dels oficis públics pròpia de l'Antic Règim. Cal remarcar, que com a tal, trobem aquestes figures en la literatura de l'època, especialment en la de Benito Pérez Galdós.